# Ligue des champions masculine de volley-ball 2015-2016
Navigation
Ligue des champions 2014-2015 Ligue des champions 2016-2017
La Ligue des champions de volley-ball masculin est la plus importante compétition de clubs de la saison 2015-2016 en volley-ball. Elle oppose les vingt-huit meilleures équipes européennes, distribuées dans sept groupes et qui se disputent l'une des quatre places qualificatives pour la phase finale qui se joue cette saison à la Tauron Arena de Cracovie en Pologne.

## Participants
La participation des clubs à la compétition se fait selon leur position dans leurs ligues respectives et la position de ces dernières au classement CEV. Certains pays comme la Pologne ou la Turquie reçoivent également une wildcard, symbolisée par le sigle WC.
| Rang CEV | Pays       | Places | Clubs                                                             |
| -------- | ---------- | ------ | ----------------------------------------------------------------- |
| 1        | Russie     | 3      | Zenit Kazan Belogorie Belgorod Dinamo Moscou                      |
| 2        | Italie     | 3      | Trentino Diatec DHL Modène Cucine Lube Civitanova                 |
| 3        | Pologne    | 2 + 1  | Asseco Resovia Rzeszów Lotos Trefl Gdańsk PGE Skra Bełchatów (WC) |
| 4        | Turquie    | 2 + 1  | Arkas Izmir Halkbank Ankara Ziraat Bankası Ankara (WC)            |
| 5        | Belgique   | 2 + 1  | Knack Roeselare Euphony Asse-Lennik Noliko Maaseik (WC)           |
| 6        | France     | 2      | Tours VB Paris Volley                                             |
| 7        | Allemagne  | 2      | VfB Friedrichshafen Berlin Recycling Volleys                      |
| 8        | Roumanie   | 1      | Tomis Constanţa                                                   |
| 9        | Grèce      | 1      | PAOK Salonique                                                    |
| 10       | Tchéquie   | 1      | Dukla Liberec                                                     |
| 11       | Autriche   | 1      | Hypo Tirol Innsbrück                                              |
| 12       | Slovénie   | 1      | ACH Volley Ljubljana                                              |
| 13       | Bulgarie   | 1      | Marek Union-Ivkoni Dupnitsa                                       |
| 14       | Suisse     | 1      | #Dragons Lugano                                                   |
| 15       | Monténégro | 1      | Budvanska Rivijera Budva                                          |
| 16       | Serbie     | 0 + 1  | Vojvodina NS Seme Novi Sad                                        |

## Compétition

### Phase de groupes
Les sept premiers et les cinq meilleurs deuxièmes sont automatiquement qualifiés pour le tour suivant. À l'issue de cette phase de poules, l'organisateur de la phase finale est désigné parmi ces douze équipes et y automatiquement qualifié. Il est remplacé pour les playoffs à douze par le meilleur deuxième suivant.
Les quatre équipes suivantes au classement des meilleurs deuxièmes et troisièmes sont elles reversées dans la phase challenge de la Coupe de la CEV.

#### Composition des groupes
Le tirage au sort de la phase de poules a lieu le 2 juillet 2015 à Vienne. Les 28 clubs participants ont auparavant été répartis en quatre chapeaux selon leur classement européen, exception faite pour ceux qui ont reçu une invitation (wildcard) et qui sont placés d'office dans le quatrième chapeau.  
| Poule A                                                                    | Poule B                                                              | Poule C                                                         | Poule D                                                             | Poule E                                                                 | Poule F                                                      | Poule G                                                             |
| -------------------------------------------------------------------------- | -------------------------------------------------------------------- | --------------------------------------------------------------- | ------------------------------------------------------------------- | ----------------------------------------------------------------------- | ------------------------------------------------------------ | ------------------------------------------------------------------- |
| Belogorie Belgorod Arkas Izmir Berlin Recycling Volleys Marek Union-Ivkoni | Dinamo Moscou Paris Volley VfB Friedrichshafen Ziraat Bankası Ankara | Trentino Diatec Tours Volley-Ball PAOK Salonique Noliko Maaseik | Zenit Kazan Halkbank Ankara Hypo Tirol Innsbrück Budvanska Rivijera | Cucine Lube Civitanova Knack Roeselare Dukla Liberec PGE Skra Bełchatów | DHL Modène Lotos Trefl Gdańsk ACH Volley Ljubljana Vojvodina | Resovia Rzeszów Euphony Asse-Lennik Tomis Constanţa #Dragons Lugano |

- Qualifié pour le tour suivant
- Qualifié pour la phase challenge de la Coupe de la CEV 2015-2016

#### Poule A
| # | Équipe                      | Pts | J | G | Gt | Pt | P | Sp | Sc | Ratio | Pp  | Pc  | Ratio |
| 1 | Belogorie Belgorod          | 15  | 6 | 5 | 0  | 0  | 1 | 15 | 4  | 3.75  | 395 | 373 | 1.059 |
| 2 | Arkas Izmir                 | 12  | 6 | 3 | 1  | 1  | 1 | 14 | 9  | 1.556 | 516 | 408 | 1.265 |
| 3 | Berlin Recycling Volleys    | 9   | 6 | 2 | 1  | 1  | 2 | 12 | 11 | 1.091 | 502 | 492 | 1.02  |
| 4 | Marek Union-Ivkoni Dupnitsa | 0   | 6 | 0 | 0  | 0  | 6 | 1  | 18 | 0.056 | 333 | 473 | 0.704 |

#### Poule B
| # | Équipe                | Pts | J | G | Gt | Pt | P | Sp | Sc | Ratio | Pp  | Pc  | Ratio |
| 1 | Ziraat Bankası Ankara | 15  | 6 | 5 | 0  | 0  | 1 | 15 | 6  | 2.5   | 503 | 389 | 1.293 |
| 2 | Dinamo Moscou         | 10  | 6 | 3 | 0  | 1  | 2 | 11 | 9  | 1.222 | 404 | 445 | 0.908 |
| 3 | VfB Friedrichshafen   | 6   | 6 | 2 | 0  | 0  | 4 | 8  | 12 | 0.667 | 441 | 465 | 0.948 |
| 4 | Paris Volley          | 5   | 6 | 1 | 1  | 0  | 4 | 7  | 14 | 0.5   | 460 | 509 | 0.904 |

#### Poule C
| # | Équipe            | Pts | J | G | Gt | Pt | P | Sp | Sc | Ratio | Pp  | Pc  | Ratio |
| 1 | Trentino Diatec   | 16  | 6 | 5 | 0  | 1  | 0 | 17 | 4  | 4.25  | 502 | 415 | 1.21  |
| 2 | Tours Volley-Ball | 14  | 6 | 4 | 1  | 0  | 2 | 15 | 8  | 1.875 | 528 | 479 | 1.102 |
| 3 | PAOK Salonique    | 3   | 6 | 1 | 0  | 0  | 5 | 6  | 16 | 0.375 | 474 | 537 | 0.883 |
| 4 | Noliko Maaseik    | 3   | 6 | 1 | 0  | 0  | 5 | 5  | 15 | 0.333 | 422 | 495 | 0.853 |

#### Poule D
| # | Équipe                   | Pts | J | G | Gt | Pt | P | Sp | Sc | Ratio | Pp  | Pc  | Ratio |
| 1 | Zenit Kazan              | 18  | 6 | 6 | 0  | 0  | 0 | 18 | 1  | 18    | 486 | 376 | 1.293 |
| 2 | Halkbank Ankara          | 11  | 6 | 3 | 1  | 0  | 2 | 13 | 9  | 1.444 | 503 | 482 | 1.044 |
| 3 | Hypo Tirol Innsbrück     | 6   | 6 | 1 | 1  | 1  | 3 | 9  | 14 | 0.643 | 516 | 537 | 0.961 |
| 4 | Budvanska Rivijera Budva | 1   | 6 | 0 | 0  | 1  | 6 | 2  | 18 | 0.111 | 375 | 485 | 0.773 |

#### Poule E
| # | Équipe                 | Pts | J | G | Gt | Pt | P | Sp | Sc | Ratio | Pp  | Pc  | Ratio |
| 1 | Cucine Lube Civitanova | 15  | 6 | 5 | 0  | 0  | 1 | 16 | 5  | 3.2   | 512 | 459 | 1.115 |
| 2 | PGE Skra Bełchatów     | 12  | 6 | 4 | 0  | 0  | 2 | 13 | 7  | 1.857 | 480 | 431 | 1.114 |
| 3 | Knack Roeselare        | 9   | 6 | 3 | 0  | 0  | 3 | 11 | 12 | 0.917 | 516 | 521 | 0.99  |
| 4 | Dukla Liberec          | 0   | 6 | 0 | 0  | 0  | 6 | 2  | 18 | 0.111 | 399 | 496 | 0.804 |

#### Poule F
| # | Équipe                     | Pts | J | G | Gt | Pt | P | Sp | Sc | Ratio | Pp  | Pc  | Ratio |
| 1 | DHL Modène                 | 16  | 6 | 5 | 0  | 1  | 0 | 17 | 3  | 5.667 | 493 | 386 | 1.277 |
| 2 | Lotos Trefl Gdańsk         | 14  | 6 | 4 | 1  | 0  | 1 | 15 | 6  | 2.5   | 484 | 433 | 1.118 |
| 3 | Vojvodina NS Seme Novi Sad | 3   | 6 | 1 | 0  | 0  | 5 | 5  | 15 | 0.333 | 404 | 481 | 0.84  |
| 4 | ACH Volley Ljubljana       | 3   | 6 | 1 | 0  | 0  | 5 | 3  | 16 | 0.188 | 387 | 468 | 0.827 |

#### Poule G
| # | Équipe                 | Pts | J | G | Gt | Pt | P | Sp | Sc | Ratio | Pp  | Pc  | Ratio |
| 1 | Asseco Resovia Rzeszów | 18  | 6 | 6 | 0  | 0  | 0 | 18 | 1  | 18    | 472 | 298 | 1.584 |
| 2 | Euphony Asse-Lennik    | 10  | 6 | 2 | 2  | 0  | 2 | 13 | 10 | 1.3   | 505 | 437 | 1.156 |
| 3 | #Dragons Lugano        | 7   | 6 | 2 | 0  | 1  | 3 | 8  | 12 | 0.667 | 427 | 457 | 0.934 |
| 4 | Tomis Constanţa        | 1   | 6 | 0 | 0  | 1  | 6 | 2  | 18 | 0.111 | 276 | 488 | 0.566 |

1. ↑  Le club déclare forfait après la 4e journée.

#### Classement des meilleurs deuxièmes et troisièmes
| #  | Équipe                     | Pts | J | G | P | Sp | Sc | Ratio | Pp  | Pc  | Ratio |
| -- | -------------------------- | --- | - | - | - | -- | -- | ----- | --- | --- | ----- |
| 1  | Lotos Trefl Gdańsk         | 14  | 6 | 5 | 1 | 15 | 6  | 2.5   | 484 | 433 | 1.118 |
| 2  | Tours Volley-Ball          | 14  | 6 | 5 | 1 | 15 | 8  | 1.875 | 528 | 479 | 1.102 |
| 3  | PGE Skra Bełchatów         | 12  | 6 | 4 | 2 | 13 | 7  | 1.857 | 480 | 431 | 1.114 |
| 4  | Arkas Izmir                | 12  | 6 | 4 | 2 | 14 | 9  | 1.556 | 516 | 408 | 1.265 |
| 5  | Halkbank Ankara            | 11  | 6 | 4 | 2 | 13 | 9  | 1.444 | 503 | 482 | 1.044 |
| 6  | Euphony Asse-Lennik        | 10  | 6 | 4 | 2 | 13 | 10 | 1.3   | 505 | 437 | 1.156 |
| 7  | Dinamo Moscou              | 10  | 6 | 3 | 3 | 11 | 9  | 1.222 | 404 | 445 | 0.908 |
| 8  | Berlin Recycling Volleys   | 9   | 6 | 3 | 3 | 12 | 11 | 1.091 | 502 | 492 | 1.02  |
| 9  | Knack Roeselare            | 9   | 6 | 3 | 3 | 11 | 12 | 0.917 | 516 | 521 | 0.99  |
| 10 | #Dragons Lugano            | 7   | 6 | 2 | 4 | 8  | 12 | 0.667 | 427 | 457 | 0.934 |
| 11 | VfB Friedrichshafen        | 6   | 6 | 2 | 4 | 8  | 12 | 0.667 | 441 | 465 | 0.948 |
| 12 | Hypo Tirol Innsbrück       | 6   | 6 | 2 | 4 | 9  | 14 | 0.643 | 516 | 537 | 0.961 |
| 13 | PAOK Salonique             | 3   | 6 | 1 | 5 | 6  | 16 | 0.375 | 474 | 537 | 0.883 |
| 14 | Vojvodina NS Seme Novi Sad | 3   | 6 | 1 | 5 | 5  | 15 | 0.333 | 404 | 481 | 0.84  |

### Playoffs

#### Playoffs à 12
Les matchs des playoffs ont été désignés par tirage au sort. L'organisateur de la phase finale, le Resovia Rzeszów, est exempté de ces deux tours.
| Équipe 1            | Score | Équipe 2               | Aller | Retour |
| ------------------- | ----- | ---------------------- | ----- | ------ |
| PGE Skra Bełchatów  | 4–2   | Ziraat Bankası Ankara  | 3–1   | 2–3    |
| Lotos Trefl Gdańsk  | 0–6   | Zenit Kazan            | 1–3   | 0–3    |
| Tours Volley-Ball   | 2–4   | Belogorie Belgorod     | 0–3   | 3–2    |
| Euphony Asse-Lennik | 1–5   | Trentino Diatec        | 2–3   | 0–3    |
| Arkas Izmir         | 0–6   | Cucine Lube Civitanova | 0–3   | 1–3    |
| Halkbank Ankara     | 4–2   | DHL Modène             | 3–0   | 2–3    |

#### Playoffs à 6
| Équipe 1               | Score | Équipe 2           | Aller | Retour |
| ---------------------- | ----- | ------------------ | ----- | ------ |
| Zenit Kazan            | 4–2   | PGE Skra Bełchatów | 2–3   | 3–0    |
| Trentino Diatec        | 5–1   | Belogorie Belgorod | 3–0   | 3–2    |
| Cucine Lube Civitanova | 3–3   | Halkbank Ankara    | 3–2   | 2–3    |

1. ↑  Civitanova remporte le set en or 17–15.

### Finale à quatre
La phase finale se disputera à la Tauron Arena de Cracovie en Pologne.
|  | Demi-finales           | Demi-finales    |                        |   | Finale        | Finale        |
|  | Demi-finales           | Demi-finales    |                        |   | Finale        | Finale        |
|  |                        |                 |                        |   |               |               |
|  | 16 avril 2016          | 16 avril 2016   |                        |   | 17 avril 2016 | 17 avril 2016 |
|  | 16 avril 2016          | 16 avril 2016   |                        |   | 17 avril 2016 | 17 avril 2016 |
|  | Zenit Kazan            | 3               |                        |   | 17 avril 2016 | 17 avril 2016 |
|  | Zenit Kazan            | 3               |                        |   | 17 avril 2016 | 17 avril 2016 |
|  | Asseco Resovia Rzeszów | 1               |                        |   | 17 avril 2016 | 17 avril 2016 |
|  | Asseco Resovia Rzeszów | 1               | Zenit Kazan            | 3 |               |               |
|  | 16 avril 2016          |                 | Zenit Kazan            | 3 |               |               |
|  |                        | Trentino Diatec | 2                      |   |               |               |
|  | Trentino Diatec        | Trentino Diatec | 2                      | 3 |               |               |
|  | Trentino Diatec        |                 |                        | 3 |               |               |
|  | Cucine Lube Civitanova | 0               |                        |   |               |               |
|  | Cucine Lube Civitanova | 0               | Match pour la 3e place |   |               |               |
|  |                        |                 |                        |   |               |               |
|  | 17 avril 2016          |                 |                        |   |               |               |
|  |                        |                 |                        |   |               |               |
|  | Asseco Resovia Rzeszów | 2               |                        |   |               |               |
|  | Asseco Resovia Rzeszów | 2               |                        |   |               |               |
|  | Cucine Lube Civitanova | 3               |                        |   |               |               |
|  | Cucine Lube Civitanova | 3               |                        |   |               |               |

Deux clubs italiens étant qualifiés, ils se rencontrent automatiquement en demi-finale.

## Récompenses
| - MVP : - Meilleur marqueur : - Meilleurs réceptionneurs : - Meilleurs centraux : | - Meilleur attaquant : - Meilleur passeur : - Meilleur libéro : - Prix du fair-play : |